# Kyanidy

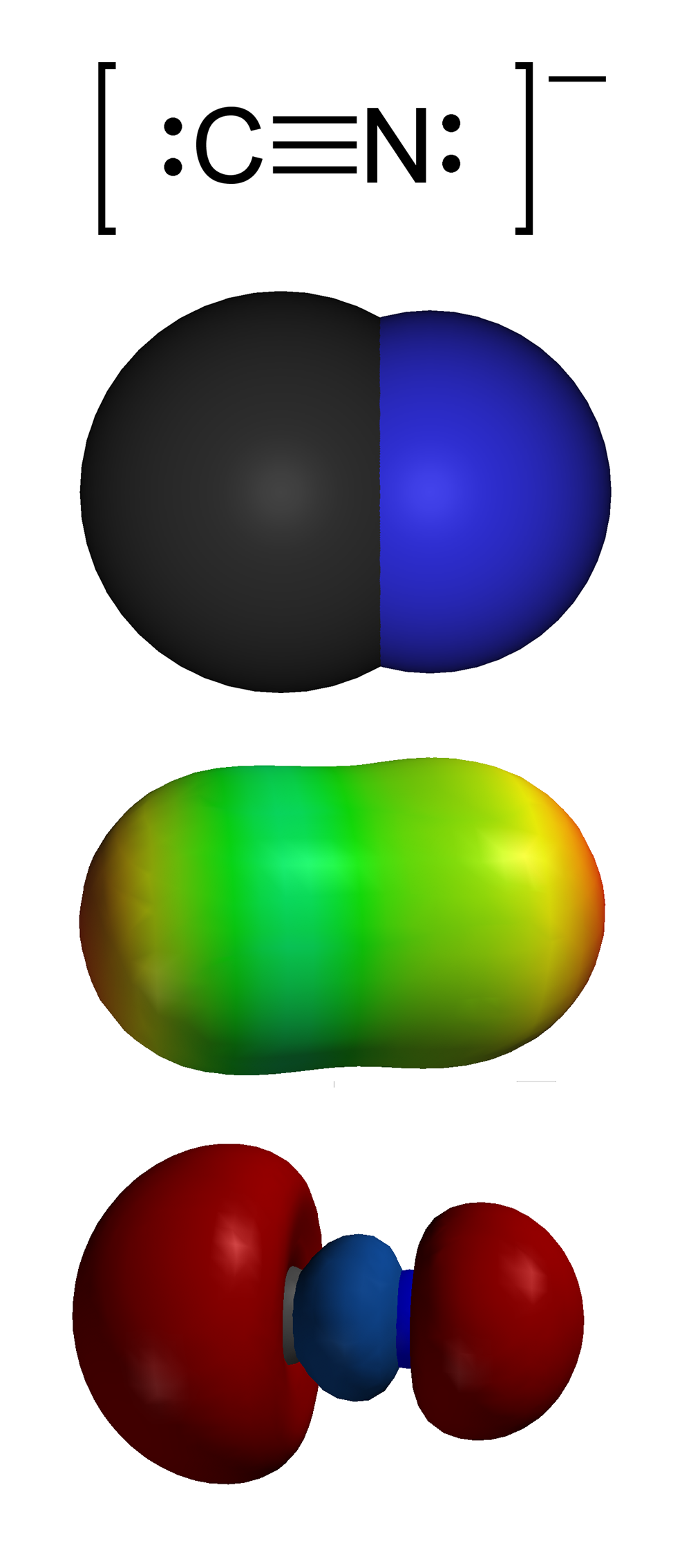
Kyanidový aniont CN^{−} Shora: 1. Struktura valenčních vazeb, 2. 3D model 3. mapa elektrostatického potenciálu, 4. Uhlíkový aniont HOMO

Kyanidy jsou soli kyseliny kyanovodíkové, které obsahují kyanidový aniont CN−. Rozpustné kyanidy jsou prudké jedy, na vzduchu vlivem vlhkosti a oxidu uhličitého a také v kyselém prostředí uvolňují rovněž prudce jedovatý kyanovodík. Jejich jedovatost spočívá v zablokování buněčného dýchání. K nejznámějším kyanidům patří kyanovodík, kyanid amonný, kyanid sodný, kyanid draselný a kyanid vápenatý.

## Toxicita
Kyanidy jsou obvykle vysoce toxické. Nejnebezpečnější sloučeninou je kyanovodík. Smrtelná dávka kyanidu je 200 mg v pevném skupenství či jako roztok, smrt přichází během několika minut. V malém množství ale hrají signální úlohu na úrovni buněk.

## Výskyt v životním prostředí
Kyanidy jsou v malé míře přirozenou součástí životního prostředí, za pro život nebezpečné koncentrace je však většinou zodpovědný člověk. Do prostředí se uvolňují především během spalovacích procesů, z průmyslových provozů (strojírenství, chemický průmysl, metalurgie) i z nezabezpečených skládek a starých ekologických zátěží. Využívají se také při těžbě zlata. 

### Havárie
V důsledku neopatrného zacházení s kyanidy došlo k řadě havárií většinou spojených s úhynem ryb deseti- a vícekilometrových úsecích řek. Ke zřejmě největší z havárií došlo během úniku kyanidů ze zlatého dolu v Baia Mare v Rumunsku v lednu roku 2000. Únik 100 tun kyanidů vedl k otravě dlouhých úseků řek Tisa, Szamos a Dunaj. V České republice došlo k největším únikům kyanidů v Kolíně v roce 2006 a na řece Bečvě v září 2020; nicméně i v předchozích letech docházelo na českých řekách k opakovaným únikům kyanidů do vodních toků.